# Ізель
Ізель ((тур. İzel), псевдонім, ім'я при народженні Ізель Челикьоз (тур. İzel Çeliköz), нар. 29 квітня 1969, Ялова) — турецька поп-співачка.

## Біографія
Народилася в Ялові. У 1991 році стала однією з представників Туреччини на «Євробаченні». Спільно з Рейхан Караджа і Джаном Угурлуером вона виконала пісню «Iki Dakika», за підсумками конкурсу представники Туреччини зайняли 12-е місце з 22. Виступала у складі тріо Ізель-Челік-Ерджан, але 1993 року гурт розпався і Ізель почала сольну кар'єру. Її дебютний альбом називався «Adak». У 1997 році Ізель випустила другий сольний альбом, що отримав назву «Emanet», одна з пісень, що входили до цього альбому була записана за участю Мустафи Сандала, він же став продюсером. Спочатку Ізель хотіла щоб продюсерами її другого альбому стали Ерджан Саатчі і Айкут Гюрель, але переговори з ними зайшли в глухий кут. У 1999 році Ізель випустила третій альбом, що отримав назву «Bir Küçük Aşk». У його створенні брав участь композитор Алтан Четін, який написав усі пісні, що входили до альбому. Цей альбом був розпроданий півмільйонним тиражем і приніс Ізель широку популярність. У 2001 році вийшов четвертий альбом Ізель «Bebek», він став другим альбомом Ізель у створенні якого брав участь Алтан Четін. У низці пісень було використано арабеску. У 2003 році Ізель випустила свій п'ятий сольний альбом «Şak». У 2005 — шостий «Bir Dilek Tut Benim Için». Також Ізель брала участь у записі альбому Емель Мюфтюоглу, під час роботи над ним вона познайомилася з Сезен Аксу і аранжувальником Синаном Акчилем. У 2007 році вийшов сьомий альбом Ізель «Işıklı Yol», його спродюсував Сінан Акчиль. Після цього Ізель почала роботу над новим альбомом.
Загальний тираж альбомів Ізель склав більше двох мільйонів копій.

### Особисте життя
У грудні 2008 року Ізель пройшла операцію з видалення акне. На думку співачки, акне у неї з'явилося після того, як вона дізналася, що її партнер їй зраджує.
У квітні 2009 року Ізель пройшла другу операцію і заявила, що у неї буде шкіра як у дитини".